# Vejrsatellit
En vejrsatellit er en type satellit, som benyttes til observation af Jordens atmosfære. Information fra disse satellitter anvendes blandt andet ved vejrudsigter, til studier af klima og til kortlægning af sne- og isforhold. Vejrsatellitter er en underkategori af jordobservationsatellitter med miljøopgaver, men kategoriseringen af satellitter som relevante for enten "vejr" eller "miljø" er underordnet, da de benyttes til mere eller mindre de samme formål. Den største forskel på disse er at vejrsatellitter fokuserer på atmosfæren, mens miljøsatellitter oftest fokuserer på jordoverfladen.
| Artikelstump | Spire Denne meteorologi eller vejr-relaterede artikel er en spire som bør udbygges. Du er velkommen til at hjælpe Wikipedia ved at udvide den. |